# Urs Glutz von Blotzheim
Urs Glutz von Blotzheim (* 20. Oktober 1751 auf Schloss Thierstein, Gemeinde Büsserach; † 8. Dezember 1816 in Solothurn) war ein schweizerischer Offizier und Politiker.
Urs Glutz von Blotzheim war der Sohn des Offiziers Jakob Joseph Nikolaus aus dem zum Patriziat der Stadt Solothurn gehörenden Adelsgeschlecht Glutz von Blotzheim und der Anna Margaritha Josepha, geborene Wallier von Wendelstorf. Von 1762 bis 1769 ging er auf das Jesuitenkollegium in Solothurn, die Vorgängerin der heutigen Kantonsschule Solothurn, und 1770 wurde er Leutnant des Schweizerregiments auf Sardinien. 1773 wurde er Grossrat, sechs Jahre später Jungrat und von 1782 bis 1816 Schaffner am St. Ursenstift. Ab 1798 war er Mitglied der provisorischen Regierung von Solothurn. Von 1800 bis 1801 war er dort Erziehungsrat, im Jahre 1801 Mitglied der Verwaltungskammer und von 1801 bis 1803 provisorischer Senator sowie von 1801 bis 1802 Kleinrat und Vorsteher des Departement des Inneren. Von 1796 bis 1815 war er Seckelmeister der Stadt Solothurn, 1814 Altrat und von 1814 bis 1819 Seckelmeister der provisorischen Regierung.
1783 heiratete Urs Glutz von Blotzheim Magdalena von Sury, die Tochter des Altrats Robert Georg. Seine Söhne sind der Schriftsteller und Journalist Robert Glutz von Blotzheim sowie der Geistliche Konrad Josef Glutz von Blotzheim.